# 基伏·斯托伊卡

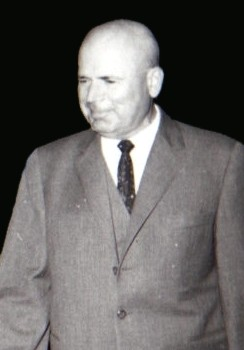
基伏·斯托伊卡

基伏·斯托伊卡（羅馬尼亞語：Chivu Stoica，1908年8月8日—1975年2月18日），罗马尼亚政治家，罗马尼亚共产党成员，曾任罗马尼亚社会主义共和国部长会议主席（1955年－1961年）和罗马尼亚社会主义共和国国务委员会主席（1965年－1967年）。
| 前任： 格奥尔基·乔治乌-德治 | 罗马尼亚社会主义共和国国务委员会主席 1965年-1967年 | 繼任： 尼古拉·齐奥塞斯库  |
| 前任： 格奥尔基·乔治乌-德治 | 罗马尼亚社会主义共和国部长会议主席 1955年-1961年   | 繼任： 扬·格奥尔基·毛雷尔 |